# Simyra tanaica
Simyra tanaica är en fjärilsart som beskrevs av Alphéraky 1908. Simyra tanaica ingår i släktet Simyra och familjen nattflyn. Inga underarter finns listade i Catalogue of Life.